# Джин Фуллмер
Лоуренс Джин Фуллмер (англ. Lawrence Gene Fullmer, 21 липня 1931 Вест-Джордан — 27 квітня 2015 року, там же) — американський боксер середньої вагової категорії. Виступав на професійному рівні в період 1951—1963 років, володів титулом чемпіона світу і титулом чемпіона Національної боксерської асоціації. Член Міжнародного залу боксерської слави.

## Професійна кар'єра
Джин Фуллмер народився 21 липня 1931 року в місті Вест-Джордан, штат Юта. Він почав свою професійну кар'єру в 1951 році і виграв свої перші 29 боїв, 19 з яких нокаутом. Його менеджером протягом багатьох років його кар'єри був його наставник Марв Дженсон, який заохочував молодих людей до боксу та допомагав багатьом молодим боксерам у Вест-Джордані.

### Середня вага
Протягом чотирьох років Фуллмер здобув 29 перемог поспіль, у тому числі перемогу над майбутнім чемпіоном світу Полом Пендером. Першу в кар'єрі поразку він зазнав у квітні 1955 року, коли одноголосним рішенням суддів перемогу отримав маловідомий американський боксер Гіл Тернер. Наступним поєдинком став матч-реванш з Тернером, у якому він переміг. Потім Фуллмер виграв ще два бої, однак потім була низка поразок у двох боях.
До початку 1957 року Фуллмер мав значний послужний список з 37 перемог і всього лише трьох поразок. Завдяки цьому успіху він отримав шанс оскаржити титул чемпіона світу в середній вазі, який на той момент належав знаменитому Шугару Рею Робінсону. Їх поєдинок, який відбувся 2 січня 1957 року, тривав всі п'ятнадцять раундів, претендент Фуллмер виглядав краще титулованого Робінсона, і всі судді одноголосно віддали йому перемогу. На матчі-реванші Робінсон забрав свій чемпіонський пояс, відправивши Фуллмера в нокаут на другій хвилині п'ятого раунду. Робінсон, відступаючи, пішов в атаку з ударом, який у боксі називають «ідеальним лівим хуком», потрапивши Фуллмеру у підборіддя. Втративши титул, Фуллмер продовжив виходити на ринг, здобувши ще дев'ять перемог поспіль.
У 1959 році Національна боксерська асоціація (НБА) позбавила Робінсона титулу чемпіона світу в середній вазі. Фуллмер і його колега в середній вазі Кармен Базіліо боролися за вакантний титул НБА 28 серпня 1959 року. Фуллмер переміг Базіліо технічним нокаутом в чотирнадцятому раунді — їх драматичний поєдинок був визнаний кращим боєм року за версією журналу «Ринг». Тим часом Робінсон програв свій чемпіонський титул Полу Пендеру.
Згодом Фуллмер захистив отриманий чемпіонський пояс сім разів, в період чемпіонства переміг таких відомих боксерів як Спайдер Вебб, Джої Джарделло, Флорентіно Фернандес, Бенні Парет. Двічі захистив титул у протистоянні з Шугаром Реєм Робінсоном. Їх поєдинок 1960 року тривав усі п'ятнадцять раундів і закінчився спірним рішенням, більшість експертів вважали переможцем Робінсона, проте судді зафіксували нічию. Рік по тому пройшов вже четвертий поєдинок між цими бійцями, на цей раз Фуллмер виглядав явно краще і переміг одноголосним рішенням суддів.

### Втрата титулу
Коли в 1962 році Національна боксерська асоціація була перейменована у Всесвітню боксерську асоціацію (ВБА), новий чемпіонський пояс у середній ваговій категорії розіграли Джин Фуллмер і представник Нігерії Дік Тайгер. Тайгер здобув перемогу за очками одноголосним рішенням і став таким чином новим чемпіоном. У 1963 році вони знову вийшли на ринг один з одним, цей поєдинок закінчився нічиєю, і пояс залишився у нігерійця. У тому ж році пройшов і третій їхній бій (тут також на кону стояв титул чемпіона світу за версією Всесвітньої боксерської ради), на цей раз Дік Тайгер переміг технічним нокаутом за сім раундів. Незабаром після цієї поразки Фуллмер вирішив завершити спортивну кар'єру. Загалом на професійному рівні він провів 64 бої, з них 55 виграв (у тому числі 24 достроково), 6 програв (2 достроково), в трьох випадках була зафіксована нічия. У 1991 році Фуллмер був включений до Міжнародної зали боксерської слави.

## Особисте життя
Фуллмер закінчив середню школу Вест-Джордана і кілька років працював на мідному руднику Кеннекотт, а також служив на Корейській війні. Він одружився з Долорес Холт 13 жовтня 1955 року в храмі в Солт-Лейк-Сіті. Вони виховали 2 дочок і 2 синів.
У Фуллмера було два молодших брата, які теж займалися боксом: Дон Фулмер (21 лютого 1939 — 28 січня 2012), який двічі виборював титул чемпіона світу в середній вазі, і Джей Фуллмер (9 березня 1937 — 22 квітня 2015), який боксував у легкій вазі.
Фуллмер був членом Церкви Ісуса Христа Святих Останніх Днів (Церква СПД), його життя засновувалося на принципах його релігії, особливо Слова Мудрості, що широко висвітлювалося в пресі. Також часто згадувалося, що він був священником і платив десятину з виграшів в боксі.
Фуллмер з'явився в епізодичній ролі у фільмі 1968 року «Бригада диявола» в ролі бармена з Монтани.
Фуллмер фігурує на обкладинці альбому «Greatest Hits» гурту «Alice in Chains».
21 січня 1962 року Фуллмер з'явився у телепередачі «What's My Line?» але не як загадковий гість. За його словами він виконав роль хазяїна норкового ранчо.
Його бій з Діком Тайгером фігурує в музичному кліпі до пісні Іггі Попа «American Valhalla».
27 квітня 2015 року, через п'ять днів після смерті молодшого брата Джея, Джин Фуллмер помер у віці 83 років у своєму будинку в оточенні друзів і сім'ї.